# معركة نقطة الشمال
معركة نقطة الشمال (بالإنجليزية: Battle of North Point)‏ في 12 سبتمبر عام 1814، خاض معركة جيش الحرس الوطني ماريلاند بقيادة الجنرال جون ستريكر والقوات البريطانية بقيادة الجنرال روبرت روس. على الرغم من أن الأميركيين تراجعوا، لكنهم كانوا قادرين على القيام بذلك في حالة جيدة بعد أن ألحقوا خسائر كبيرة على القوات البريطانية، مما أسفر عن مقتل أحد قادة القوة الغازية، بشكل كبير إضعاف معنويات القوات تحت قيادته وترك بعض وحداته فقدت بين الغابات والمستنقعات، مع الآخرين في الارتباك. ودفع هذا المزيج العقيد البريطاني آرثر بروك لتأخير تقدمه ضد بالتيمور، وشراء الوقت الثمين لإعداد بشكل صحيح للدفاع عن المدينة كما تراجع ستريكر إلى الدفاعات الرئيسية لتعزيز القوة الموجودة. كان الاشتباك جزء من معركة أكبر من بالتيمور، وهو الانتصار الأمريكي في حرب عام 1812.